# Операция „Бойна секира“
Операция „Бойна секира“ (на английски: Operation Battleaxe) е британска операция проведена през Втората световна война. Тя представлява опит на британски войски да вдигнат обсадата на Тобрук. След неуспеха на операция Краткотрайност Чърчил убеждава Арчибалд Уейвъл да извърши нова офанзива. Тя продължава от 15 до 17 юни 1941 г. След първоначалните ограничени успехи войските на британската общност са изтласкани до първоначалните си позиции като в процеса понасят тежки загуби.

## Планове
Първоначалният план е изготвен от бригаден генерал Джон Хардинг и генерал Бересфорд Пайрсе. Той включва атака със 7-а бронетанкова дивизия и индийската 4-та дивизия. Двете формирования разполагат с малко време за подготовка за предстоящите бойни действия.
Ромел използва времето между операциите, за да изгради защитни позиции от вкопани танкове, противотанкови и 88 мм противовъздушни оръдия. Основните позиции, заети от пехотни части, се намират при Солум, Халфая и Капузо, а 15-а танкова дивизия е оставена в резерв. На 14 юни немската разузнавателната система прихваща кодовата дума Peter. Радиомълчанието в ранните часове на следващия ден затвърждава съмненията за британските намерения.

## Бойни действия
В 4 часа на 15 юни започва британската атака. До обяд основните немски позиции са под атака, 7-а бронетанкова бригада напредва към Бардия, а до вечерта Капузо е превзет. След начало на бойните действия Ромел започва изтеглянето на 5-а лека дивизия от района на Тобрук.
След успеха си при Капузо 22-ра гвардейска бригада от индийската 4-та дивизия е спряна при Солум. Немската съпротива е особено силна в южната част, укрепена точка 208, защитавана от елитната рота „Оазис“. При прохода Халфая 88 мм оръдия се оказват много ефективни срещу танковете Матилда.
На 16 юни Ромел контаатакува. 15-а танкова дивизия атакува Капузо от две страни, но основната атака е извършена от 5-а лека дивизия, която настъпва към Халфая. Сблъсква се със 7-а бронетанкова бригада западно от Сиди Омар и постепенно започва да я изтласква. Ромел описва това като решителният момент в битката и заповядва на 15-а танкова дивизия да остави само необходимия минимум войски край Капузо и да се включи в атаката на 5-а лека дивизия.
Сутринта на 17 юни започва немската атака срещу британските позиции край Халфая. До 16 часа двете дивизии достигат прохода. 5-а лека дивизия се насочва към фланга и тила на британската 7-а бронетанкова дивизия.
Предвид обстоятелствата индийската 4-та и британската 7-а бронетанкова дивизия започват отстъпление.

## Загуби
По време на операцията британците губят 1000 войника и 91 танка. Африканския корпус губи 12 танка, а други 50 са повредени. В резултат на това поражение Арчибалд Уейвъл е заменен от Клод Окинлек като командир на армиите в Близкия изток.